# 분고토요오카역
분고토요오카역(일본어: 豊後豊岡駅)은 일본 오이타현 하야미군 히지정에 있는, 규슈 여객철도 닛포 본선의 역이다.

## 역 구조
상대식 승강장 2면 2선의 구조를 가지는 지상역. 벳푸만에 가까운 플랫폼이나 과선교로부터 바다를 내다볼 수 있다. 규슈 교통기획이 역 업무를 행하는 업무위탁역. 마르스는 없지만 POS 단말기의 설비가 있다. 2012년 이후 이 역에도 IC카드 SUGOCA가 도입 예정.

## 이용현황
- 2006년도 1월 평균 승차 인원은 462명이다. (전년도 비 - 18인)

| 승차인원추이 | 승차인원추이  |
| 연도         | 1일 평균 인수 |
| ------------ | ------------- |
| 2000         | 524           |
| 2001         | 498           |
| 2002         | 497           |
| 2003         | 482           |
| 2004         | 479           |
| 2005         | 480           |
| 2006         | 462           |

## 역 주변
- 국도 제10호선

## 역사
- 1911년 7월 16일 : 철도원이 가시라나리 역으로서 현 위치로부터 가메가와역 인근에 개설.
- 1926년 8월 1일 : 현 위치로 역 이전해 가시라나리 역으로부터 분고토요오카 역으로 역명 변경.
- 1987년 4월 1일 : 일본국유철도 분할 민영화에 의해 규슈 여객철도가 승계.

## 인접 역
| 닛포 본선          | 닛포 본선   | 닛포 본선                  |
| ------------------ | ----------- | -------------------------- |
| 요코쿠 고쿠라 방면 | ■ 닛포 본선 | 가메가와 가고시마추오 방면 |